# Feodor Iwanowitsch Kalmück

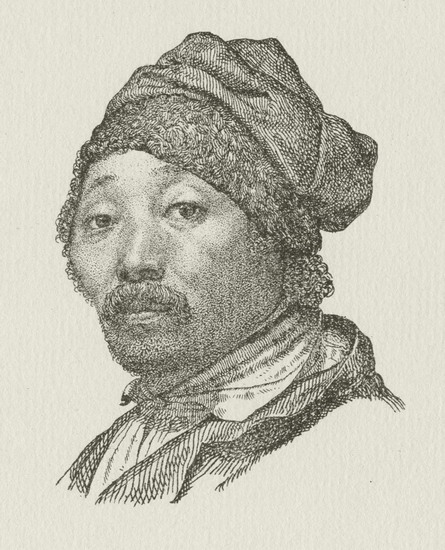
Feodor Iwanowitsch Kalmück (Selbstbildnis 1815)

Feodor Iwanowitsch (* um 1767 in Russland; † 27. Januar 1832 in Karlsruhe), genannt (Fedor Iwanowitsch) Kalmück (russisch Фёдор Иванович Калмык), war ein kalmückisch-deutscher Maler und Kupferstecher. Er selbst nannte sich Feodor Ivannoff, so ist er in den Karlsruher Adressbüchern verzeichnet, so hat er sein Testament unterschrieben.

## Leben und Werk
Feodor Ivannoff wurde wahrscheinlich an der russisch-mongolischen Grenze geboren. Beim Zurückkehren der Kalmücken ins alte Siedlungsgebiet am Altai wurde er 1770 von Kosaken gefangen genommen und als Leibeigener nach Sankt Petersburg an den Zarenhof von Katharina II. gebracht. Dort wurde er getauft und erhielt seinen Namen. Katharina schenkte den Pagenjungen 1773 der in Petersburg zu Besuch weilenden Großen Landgräfin Karoline von Hessen-Darmstadt (1721–1774). In ihrem Gefolge reiste Feodor mit nach Darmstadt. Nach dem überraschenden Tod der Landgräfin im März 1774 nahm sich deren Tochter Friederike Amalie (1754–1832) seiner an. Anlässlich ihrer Heirat mit dem badischen Erbprinzen Karl Ludwig (1755–1818), dem ältesten Sohn des Markgrafen Karl Friedrich von Baden (1728–1811), gelangte Feodor noch im selben Jahr nach Karlsruhe. Seine Erziehung erhielt er teils in Karlsruhe, teils am Graubündener Philanthropinum Marschlins.
Am Karlsruher Hof erkannte man bald das künstlerische Talent von Feodor Ivannoff und ließ ihn durch die Hofmaler Joseph Melling und Philipp Jakob Becker ausbilden. Dabei bildeten das Zeichnen und der Kupferstich Schwerpunkte. Durch Empfehlungen seiner Lehrer unterstützt, konnte Feodor Ivannoff anschließend eine Studienreise nach Italien unternehmen. Er nutzte die neun Jahren ab 1791, die er überwiegend in Rom verbrachte, zum Studium der klassischen Antike und der großen Maler und Bildhauer der italienischen Renaissance, insbesondere Ghibertis, Michelangelos und Raffaels.
Feodor Ivannoff schuf von vielen antiken Werken Zeichnungen und Kupferstiche. Er war bekannt für seine Präzision und detailgetreue Wiedergabe. 1800 reiste er mit fünf weiteren Künstlern, darunter der italienische Maler Giovanni Battista Lusieri (1755–1821) und der italienische Architekturzeichner Sebastiano Ittar (1768–1847), nach Athen, um im Auftrag des britischen Lord Elgin (1766–1841) die Akropolis und andere antike Tempelanlagen in Bildern zu dokumentieren und Gipsabdrücke von Figuren und Reliefplatten zu nehmen. Lord Elgin ging dann einen Schritt weiter und ließ zwischen 1801 und 1803 große Teile des Skulpturenschmucks, des Frieses und der Metopen des Parthenon, die sogenannten Elgin Marbles, nach London verschiffen, ein Unternehmen, das ihm schon zu Lebzeiten viel Kritik einbrachte.
1803 reiste auch Feodor Ivannoff nach London, wo er seine in Athen gefertigten rund 100 Zeichnungen radieren sollte. Dazu kam es jedoch nicht, da Lord Elgin auf der Heimreise mehrere Jahre in Frankreich als Kriegsgefangener Napoleons festgehalten wurde. Unverrichteter Dinge verließ Feodor Ivannoff 1805 London und kehrte über Paris 1806 zurück nach Karlsruhe, wo er von Kurfürst Karl Friedrich zum Hofmaler ernannt wurde. Als solcher war er maßgeblich an der Ausschmückung der Evangelischen Stadtkirche Karlsruhe beteiligt: Er schuf dafür einen Zyklus von Bildern aus dem Leben Jesu Christi, der nach seinem Tod durch Franz Joseph Zoll vollendet wurde.
Im Alter von ungefähr 65 Jahren starb der Hofmaler Feodor Ivannoff 1832 in Karlsruhe.
Feodor Ivannoff war in der Hauptsache Zeichner und Porträtzeichner. In Öl malte er seltener. Vom Zeitgeist geprägt und durch seinen langen Aufenthalt in Rom entwickelte er eine Vorliebe für Motive der griechischen und römischen Antike sowie für religiöse Themen der Renaissance. Unter anderem schuf er eine elfteilige Folge von Stichen von Lorenzo Ghibertis bronzener Paradiestür am Baptisterium San Giovanni in Florenz. Als gelungenes Beispiel seines künstlerischen Schaffens gilt auch seine Kreuzabnahme nach einem Elfenbeinrelief, das Michelangelo zugeschrieben wird.
Am 5. Februar 2017 wurde eine Folge der Sendung Lieb & Teuer des NDR ausgestrahlt, die von Janin Ullmann moderiert und im Schloss Reinbek gedreht wurde. Darin wurde mit dem Antiquar Daniel Schramm ein Bildband mit 12 Kupferstichen Iwanoffs der Florentiner Paradiestür besprochen, der von dem Bildhauer Heinrich Keller 1798 in Rom herausgegeben wurde.

## Werke (Auswahl)
- Paradiestür nach Lorenzo Ghiberti
- Kreuzabnahme nach Michelangelo
- Paris, von Hektor unter Weibern getroffen
- David spielt vor Saul
- Der Engel tröstet Hagar
- Eine Folge von Stichen mit Ganymed-Motiven nach antiken Vorbildern
- Hippolytos-Sarkophag nach dem Relief auf dem Hippolytos-Phaedra-Sarkophag, Agrigent, Sizilien
- Zahlreiche Zeichnungen der Metopen des Parthenon
- Zahlreiche Porträtzeichnungen, unter anderem von Friedrich Weinbrenner und Johann Peter Hebel
- mehrere Bacchanalien
- Malereien an den Emporenbrüstungen der Evangelischen Stadtkirche in Karlsruhe (Szenen aus dem Leben Christi) (im 2. Weltkrieg zerstört)